# ماریا ترزا گولارت
ماریا ترزا فونتلا گولارت (زاده ۲۳ اوت ۱۹۳۶) بیوه بیست و چهارمین رئیس‌جمهور برزیل، ژائو گولارت است و در دوران ریاست جمهوری وی از سال ۱۹۶۱ تا سال ۱۹۶۴ زمانی که توسط یک کودتای نظامی به رهبری ارتش خلع شد به عنوان بانوی اول خدمت می‌کرد.
گولارت که در داخل ایالت ریو گرانده دو سول به دنیا آمد، دختر مهاجران ایتالیایی دینارته فونتلا و ماریا جولیا پاسکوالتو بود.